# Riccardo Del Fra

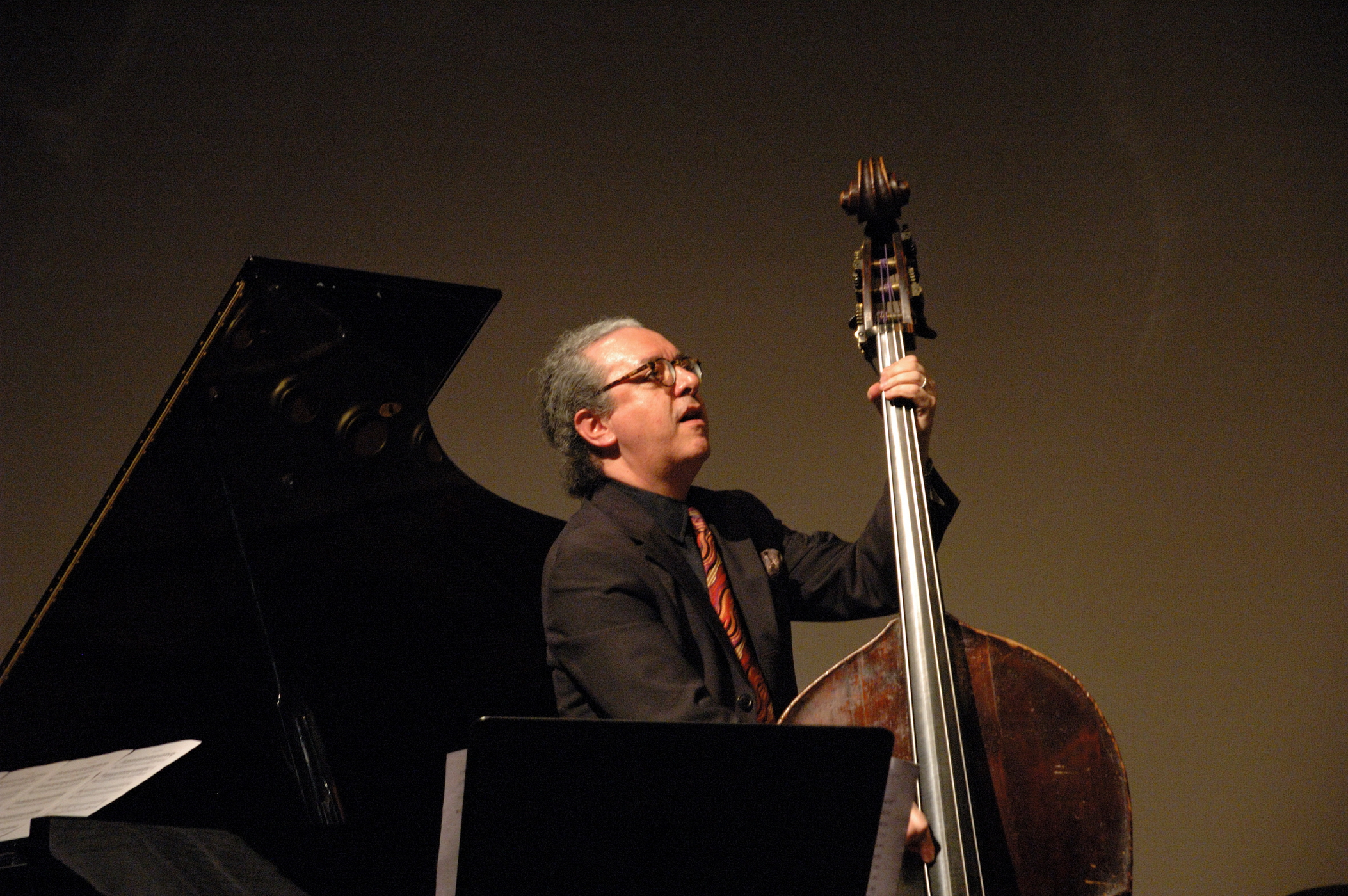
Riccardo Del Fra à la Cinémathèque française le 3 mars 2008

Riccardo Del Fra est un contrebassiste et compositeur de jazz italien, né le 20 février 1956 à Rome. Il dirige le département Jazz et Musiques Improvisées au Conservatoire national supérieur de musique et de danse de Paris (CNSMDP).

## Biographie
Riccardo Del Fra est né à Rome en 1956. Il commence très jeune à pratiquer la guitare, puis la basse électrique, avant d'opter définitivement pour la contrebasse au sortir de l'adolescence. Il étudie la sociologie et l'anthropologie à l'Université de Rome tout en continuant sa formation musicale au conservatoire de Frosinone avec Franco Petracchi. Il commence sa carrière en participant aux concerts et aux enregistrements avec l'orchestre de la RAI à Rome. C'est alors qu'il noue de premiers contacts avec le monde du cinéma en jouant dans les enregistrements de plusieurs musiques de films, notamment celles de La Cité des Femmes de Federico Fellini, La peau de Liliana Cavani, ou avec Ennio Morricone.
Avec d'autres musiciens italiens, il commence à jouer en petite formation de jazz (Enrico Pieranunzi, Maurizio Giammarco, Roberto Gatto, Oscar Valdambrini, Dino Piana), mais surtout il accompagne certains jazzmen américains de passage en Italie puis les suit rapidement dans leurs tournées internationales. C'est ainsi qu'il accompagne Art Farmer, Dizzy Gillespie, Tommy Flanagan, Sonny Stitt, Lee Konitz, Kai Winding, Bob Brookmeyer, Johnny Griffin, Benny Carter, Toots Thielemans...
En 1979, sa rencontre à Rome avec Chet Baker sera un tournant pour la suite de sa carrière puisqu'il l'accompagnera neuf années durant, aussi bien lors de ses tournées internationales que lors des sessions d'enregistrements ou des prestations radiophoniques ou télévisuelles. Parallèlement, il s'installe à Paris au début des années 1980 et forme une section rythmique très active avec Alain Jean-Marie au piano et Al Levitt à la batterie, tout en continuant à jouer avec Chet Baker et le pianiste Michel Graillier. Il devient le contrebassiste attitré de Barney Wilen, Bob Brookmeyer, Johnny Griffin, Toots Thielemans, Michel Herr, Charles Loos.
La rencontre avec Jacques Pellen, guitariste breton de jazz et musique bretonne, vers 1988 l'amène à étudier la musique populaire traditionnelle pour enregistrer le premier album du musicien breton sorti en 1990, avec le quartet composé de Peter Gritz et Kenny Wheeler en plus. Au fur et à mesure, la formation s'est transformée jusqu'à la "Celtic Procession", ensemble à formule évolutive. Il est récompensé par le "Grand Prix FNAC 1989" pour son album A Sip of Your Touch, réalisé en hommage à Chet Baker disparu l'année précédente. Fort de cette expérience, il se met ensuite à la composition et à l'orchestration, tout en faisant partie du quartet de Bob Brookmeyer, qu'il suivra jusqu'à l'enregistrement de l'album Paris Suite couronné par le "Prix de l'Académie du Jazz" en 1994.
En 1996, il amorce un nouveau tournant, en raison de sa rencontre avec la chanteuse traditionnelle bretonne Annie Ebrel, qui débouchera sur des créations originales de fusion entre le jazz et les chants bretons. Ils effectueront une tournée en duo et enregistreront ensemble l'album Voulouz Loar (Velluto di luna en italien), véritable innovation très remarquée dans le domaine de la musique celtique. Cet opus sera couronné par les magazines Diapason (diapason d'or) et Le Monde de la Musique (choc). Le duo, parfois accompagné d'autres musiciens, se produira sur de nombreuses scènes françaises et étrangères et dans de nombreux festivals tels le Festival des Vieilles Charrues. Il forme un nouveau duo avec Jacques Pellen pour l'album Sorcerez (air des sœurs Goadec) en 1996, entouré des frères Molard.
Il compose également des musiques de films pour le cinéma et la télévision. Depuis 1996, il collabore avec le cinéaste belge Lucas Belvaux, pour lequel il a signé notamment les bandes originales de Pour rire, la trilogie de Lucas Belvaux (2002) constituée des films Un couple épatant, Cavale, et Après la vie, La Raison du plus faible, Rapt.
Depuis septembre 2004, il est responsable du département "Jazz et Musiques Improvisées" au conservatoire national supérieur de musique et de danse de Paris, où il enseigne également la contrebasse depuis 1998.
En 2005, Riccardo Del Fra constitue le Jazoo Project, formé de jeunes musiciens talentueux (issus pour la plupart du CNSMDP). Avec Jazoo Project, il tourne et enregistre Roses & Roots, album sur lequel on retrouve également le batteur Joey Baron.
En 2006, il reçoit le Djangodor du musicien confirmé et en 2008, le prix du musicien européen de l'Académie du Jazz.
En 2009  il écrit Sky Changes - Tree Thrills pour l’Ensemble intercontemporain et le saxophoniste Dave Liebman. Ces pièces ont été créées le 12 mars 2009 à la Cité de la Musique à Paris sous la direction de Susanna Mälkki, et ont été jouées en octobre 2010 à la Manhattan School of Music de New York par le Chamber Jazz ensemble et Tactus et Dave Liebman. Ce concert a été enregistré pour un disque :  Sky Changes, paru en 2012 (Jazzheads).
En 2011, il crée "My Chet, My Song"  en hommage à Chet Baker lors du festival Jazz in Marciac, avec Roy Hargrove, Pierrick Pedron, Bruno Ruder, Billy Hart, et l'orchestre du conservatoire national de Toulouse dirigé par Jean-Pierre Peyrebelle. Dans cet hommage, Riccardo Del Fra a écrit et conçu un univers sonore où les standards prennent une épaisseur et un velouté nouveaux grâce à une orchestration qui fait croiser les voix – jazz et classiques – dans un frisson soyeux, fluide et lumineux. À l'issue de cette création est né le quintette My Chet My Song (Airelle Besson à la trompette, Pierrick Pédron, Bruno Ruder et Billy Hart) qui poursuit la relecture du monde poétique et magnétique de Chet Baker au travers des compositions et arrangements de Riccardo Del Fra.
En 2014, il enregistre avec le quintette français et l'orchestre des studios de Babelsberg, l'album My Chet My Song. En mai 2015, le label italien Parco Della Musica sort à son tour l'album.
Il est nommé Chevalier de l'Ordre des Arts et des Lettres en 2003 et promu au rang d'Officier de l'Ordre des Arts et des Lettres en 2014.

## Discographie/œuvres (hors simple participation)

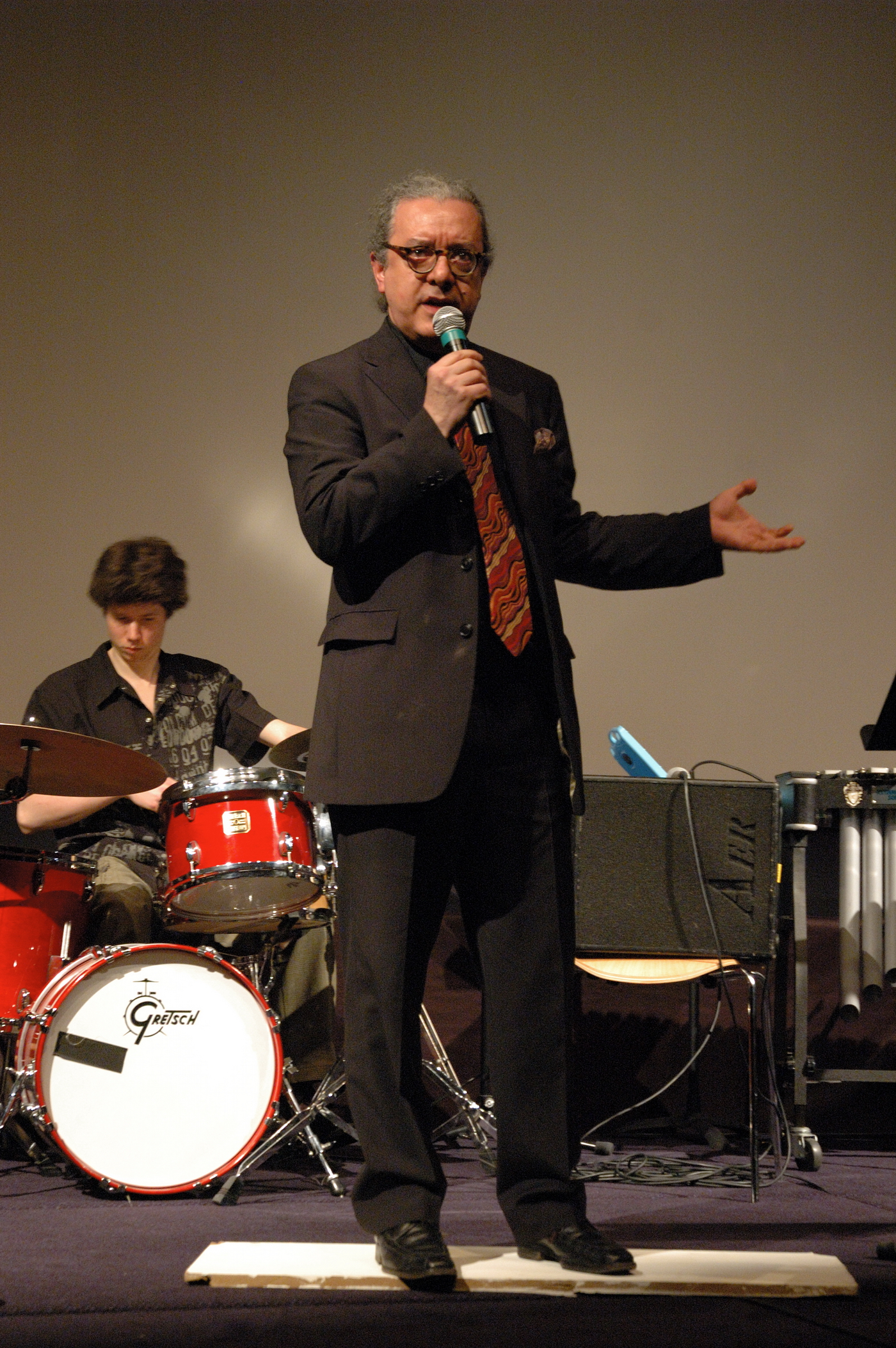
Riccardo del Fra sur la scène de la Cinémathèque française lors d'une carte blanche de la Cinémathèque de la danse, accompagné du jeune batteur Julien Loutelier

### Jazz/musique contemporaine
- 1983 : Mister B de Chet Baker (Timeless)
- 1983 : At Capolinea de Chet Baker (Red)
- 1985 : Sings again de Chet Baker (Bellaphon)
- 1986 : Live at the Ronnie Scott's de Chet Baker avec Van Morrison et E. Costello(DRG)
- 1987 : La Note bleue de Barney Wilen (IDA)
- 1987 : French Ballads de Barney Wilen (IDA)
- 1989 : A Sip of Your Touch, réédition en janvier 2007 chez Nocturne (Plus Loin Music)
- 1993 : Paris Suite de Bob Brookmeyer (Challenge)
- 1998 : Double Take, CD avec Joe Diorio
- 2000 : Soft Talk, CD avec Michel Graillier - Sketch
- 2002 : Overnight, CD avec John Taylor et Kenny Wheeler - Sketch
- 2005 : Roses & Roots, Jazoo Project de Riccardo Del Fra - Nocturne (Plus loin Music)
- 2008 : Am I Asking Too Much - John Ruocco, John Taylor, Riccardo Del Fra (Pirouet records)
- 2011 : Sky Changes - Chamber Jazz Ensemble and Tactus - Manhattan School Of Music avec Dave Liebman - Compositions de Riccardo Del Fra - Christophe Dal Sasso - Dave Liebman (Jazzheads / JH1190)
- 2014 : My Chet My Song (Cristal Records - CR226) -
- 2015 : My Chet My Song (Parco Della Musica -MPR 070CD)
- 2018 : Moving People (Cristal Records - CR276)

- Coup de cœur Jazz et Blues 2018 de l'Académie Charles-Cros proposé lors de l’émission Open Jazz d’Alex Dutilh sur France Musique
Il compose aussi :
- 1992 : Silent Call, pièce pour orchestre à cordes et quartet de jazz, avec François Jeanneau, pour le Paris Jazz Festival ;
- 1993 : Vision d'ailes, suite pour quatuor à cordes et contrebasse, pour le festival Jazz à la Villette ;
- 1993 : Inner Galaxy, composition pour ensemble de violoncelles, saxophone ténor et contrebasse, pour le Festival des Flandres;
- 1996 : Aux Fontaines du Temple, composition pour solistes de jazz et orchestre de chambre, avec la participation de l'Orchestre du conservatoire de Metz ;
- 2005 : Julesverniana pour saxophone soprano et orchestre symphonique pour les "Orchestrades 2005", commande d'État du ministère de la Culture.
- 2007 : Du jardin à l’arc en ciel : pour voix et onze instruments (Jazoo Project, Jeanne Added et un quintette à cordes) Création le 29 mars 2007 à la Comédie de Valence - Commande d’État du ministère de la Culture.
- 2008 : Blue Montparnasse : musique pour big band - Création le 14 avril 2008 à l’auditorium de Rome.
- 2009 : Sky Changes et Tree Thrills : pour le Dave Liebman Project - commande de l’Ensemble Intercontemporain (direction Susanna Mälkki).
- 2011 : My Chet, My Song avec l'orchestre du conservatoire national de Toulous

### Musiques de films
- 1996 : Pour rire de Lucas Belvaux (avec Ornella Muti et Jean-Pierre Léaud);
- 2000 : Mère de Toxico (TV) de Lucas Belvaux ;
- 2002 : Bande originale de la trilogie de Lucas Belvaux : Un couple épatant, Cavale  et Après la vie ; apparitions succinctes lors de la scène de l'anniversaire surprise, avec Ornella Muti/François Morel, Catherine Frot/Lucas Belvaux, Dominique Blanc /Gilbert Melki - prix Louis-Delluc ;
- 2005 : Nature contre nature (TV) de Lucas Belvaux ;
- 2006 : La Raison du plus faible de Lucas Belvaux en sélection officielle au festival de Cannes avec Eric Caravaca, Natacha Régnier, Lucas Belvaux, Patrick Descamps ;
- 2007 : Les Prédateurs (TV) de Lucas Belvaux (TV) de Lucas Belvaux (4 h de film sur “l’affaire Elf”) avec Nicole Garcia, Philippe Nahon, Aladin Reibel, Claude Brasseur ;
- 2009 : Rapt de Lucas Belvaux (avec Yvan Attal, Anne Consigny, André Marcon, Françoise Fabian).

### Musique bretonne/celtique
- 1990 : Pellen 4 Caravan de Jacques Pellen avec Peter Gritz et Kenny Wheeler (Caravan, Coop Breizh)
- 1993 : Celtic Procession, de Jacques Pellen (Silex, Auvidis)
- 1996 : Sorserez, avec Jacques Pellen (Gwerz Pladenn / Coop Breizh)
- 1998 Voulouz Loar / Velluto di luna, avec Annie Ebrel (Gwerz Pladenn / Coop Breizh)
- 2001 Flouradenn, spectacle créé à Paris au Théâtre de la Ville, en duo avec Annie Ebrel et quatre musiciens : Paolo Fresu (trompette et bugle) Laurent Dehors (clarinettes), Kuljhit Bhamra (tablâ), et Jean-Luc Landsweert (percussions).